# Галети
Ґалети (від нормандського слова gale, що означає «плaский пиріг») — це термін, який використовується у французькій кухні для позначення різних типів плaских круглих або довільної форми хрустких пирогів або, у випадку з бретонською галетою (фр. Galette bretonne [galɛt bʁətɔn]; брет. Krampouezhenn gwinizh du), це млинець, приготований з гречаного борошна, зазвичай із солоною начинкою. Серед пирогів типу галет одним помітним різновидом є фр. galette des Rois (королівський торт), який їли в день Водохреща. У французькій Канаді термін фр. galette зазвичай застосовується до випічки, яка найкраще описується як велике печиво.

## Фруктова галета

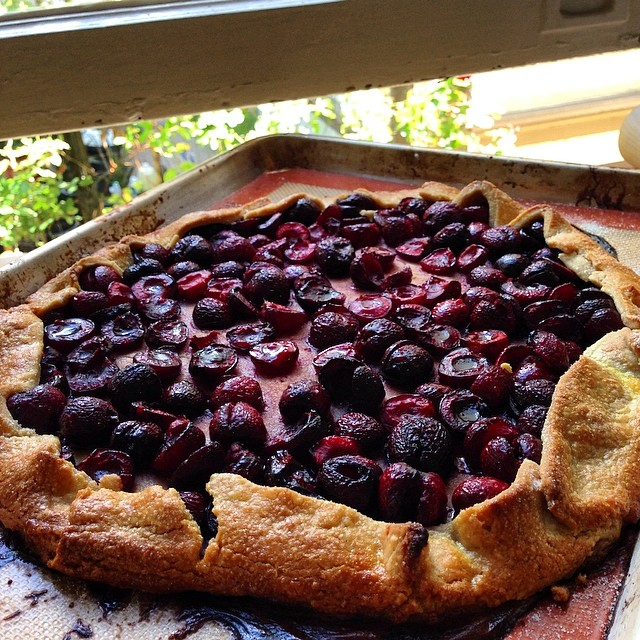
Вишнева галета

Поширена форма галет нагадує одиночний корж, пиріг вільної форми з фруктовою начинкою і коржем, складеним частково над верхньою частиною начинки. Іноді термін galette визначають як «французький термін, що означає плоский круглий пиріг, який може бути як солодким, так і солоним, і хоча у рецептах можуть використовувати листкове тісто як основу, вони також можуть бути виготовлені з дріжджового тіста, таких як бріош, або з солодким хрустким коржем».

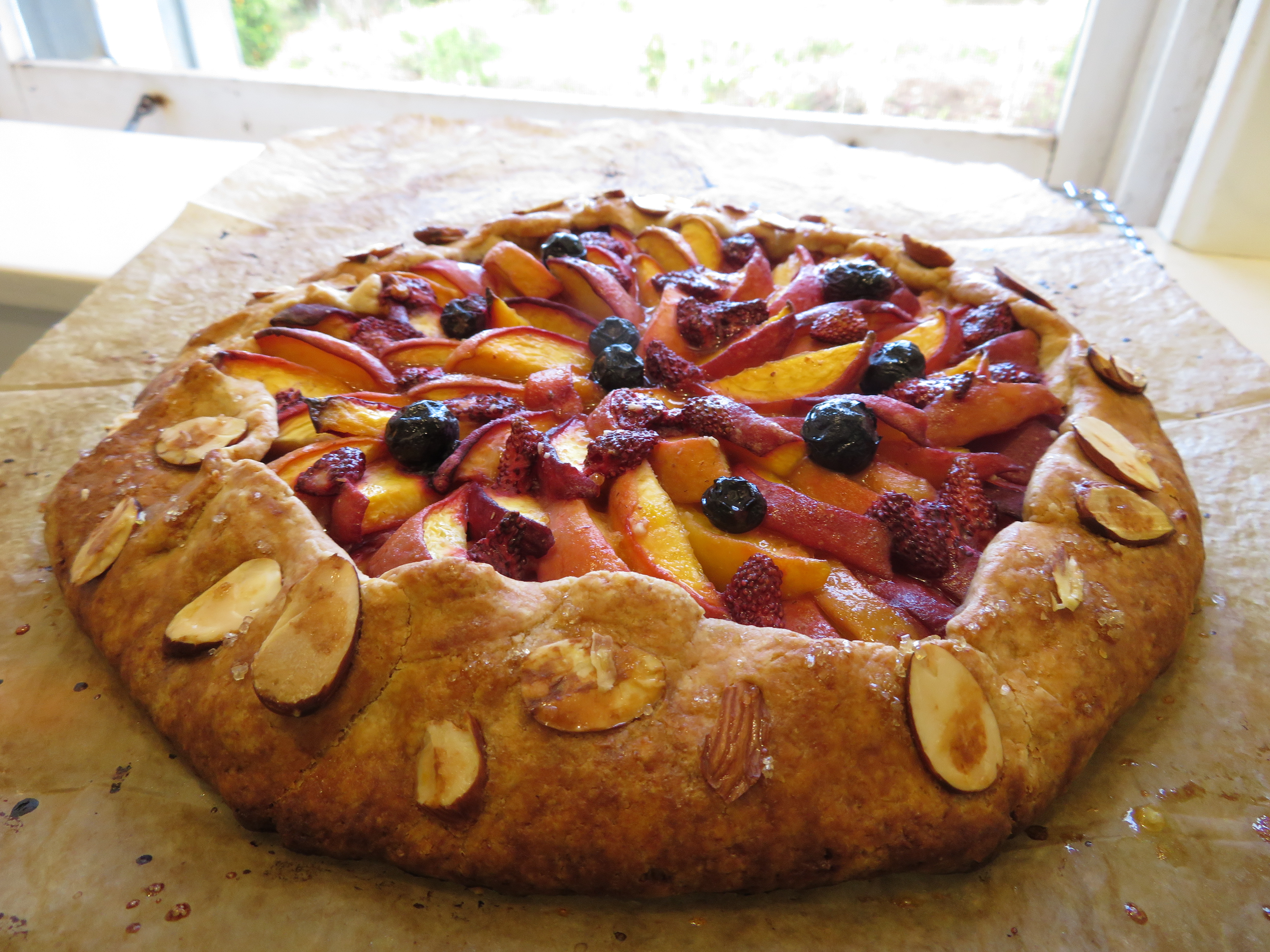
Галета з персика, чорниці та альпійської полуниці

Плоди, що використовуються у цих типах галет, як правило, сезонні і можуть містити одне або кілька яблук; такі ягоди, як полуниця або чорниця; або кісточкові фрукти, такі як персики, сливи, нектарин або вишня. За бажанням в процесі приготування можуть бути додані різні спеції, цедра або перець. Основа з тіста часто виготовляється саморобно, але її також можна придбати у крамниці.
Журнал «Bon Appétit» писав про такі галети: «Вони випадково вражають і фотогенічні, але в тому „О, я просто це зробив“. Вони рустікальні та запрошують; Приходь таким як ти є. . . . Їх недосконалість — це те, що вирізняє їх — насправді, чим менше ви робите, тим краще вони виглядають».

## Бретонські галети
Галетами, або більш правильно називати Бретонськими галетами, також називають у більшості французьких кулінарів пікантні млинці з гречаного борошна, тоді як ті, що готуються з пшеничного борошна, значно менших розмірів і в основному подаються із солодкою начинкою, — це фірмові крепси. Цей тип галет — це великий тонкий млинець, який здебільшого асоціюється з регіоном Бретань, де часом замінював хліб як основну їжу, але його їдять по всій країні. Гречана крупа була представлена як культура, придатна для збіднених ґрунтів, а гречані млинці були відомі в інших регіонах, де культивували цю культуру, таких як Лімузен або Овернь .

Його часто доповнюють яйцем, м'ясом, рибою, сиром, нарізаними овочами, скибочками яблук, ягід,  або подібними інгредієнтами. Одним з найпопулярніших сортів є галети, вкриті тертим сиром Емменталь, скибочкою шинки та яйцем, приготовленим на галеті. У Франції це відоме як galette complète (комплексна галета). Інший різновид — гаряча ковбаса, загорнута в галету (називається galette saucisse, традиційно для Ренна, Бретань) і їдять як хот-дог .

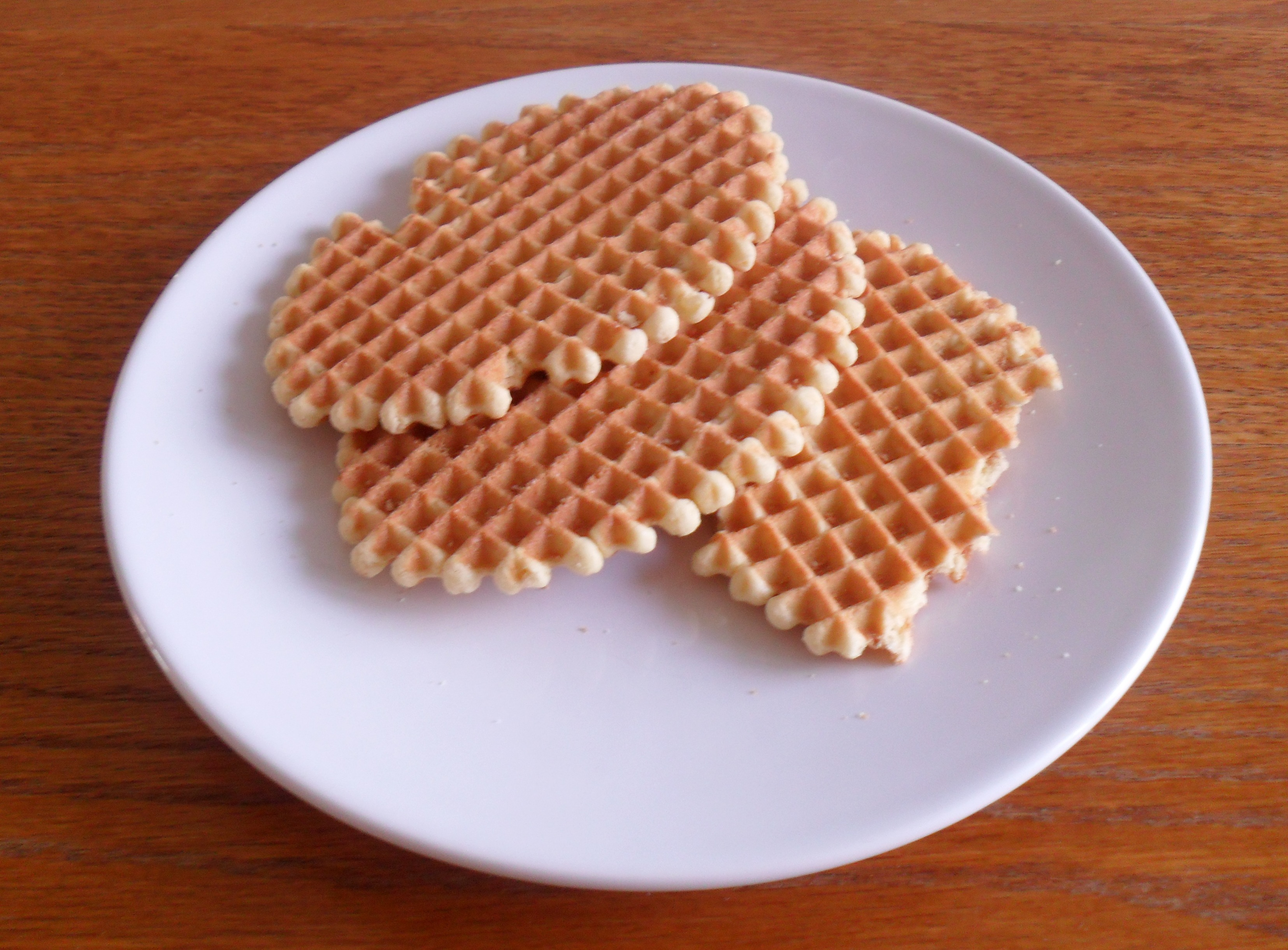
Galettes Campinoises - різновид галет або вафель, популярних у Бельгії
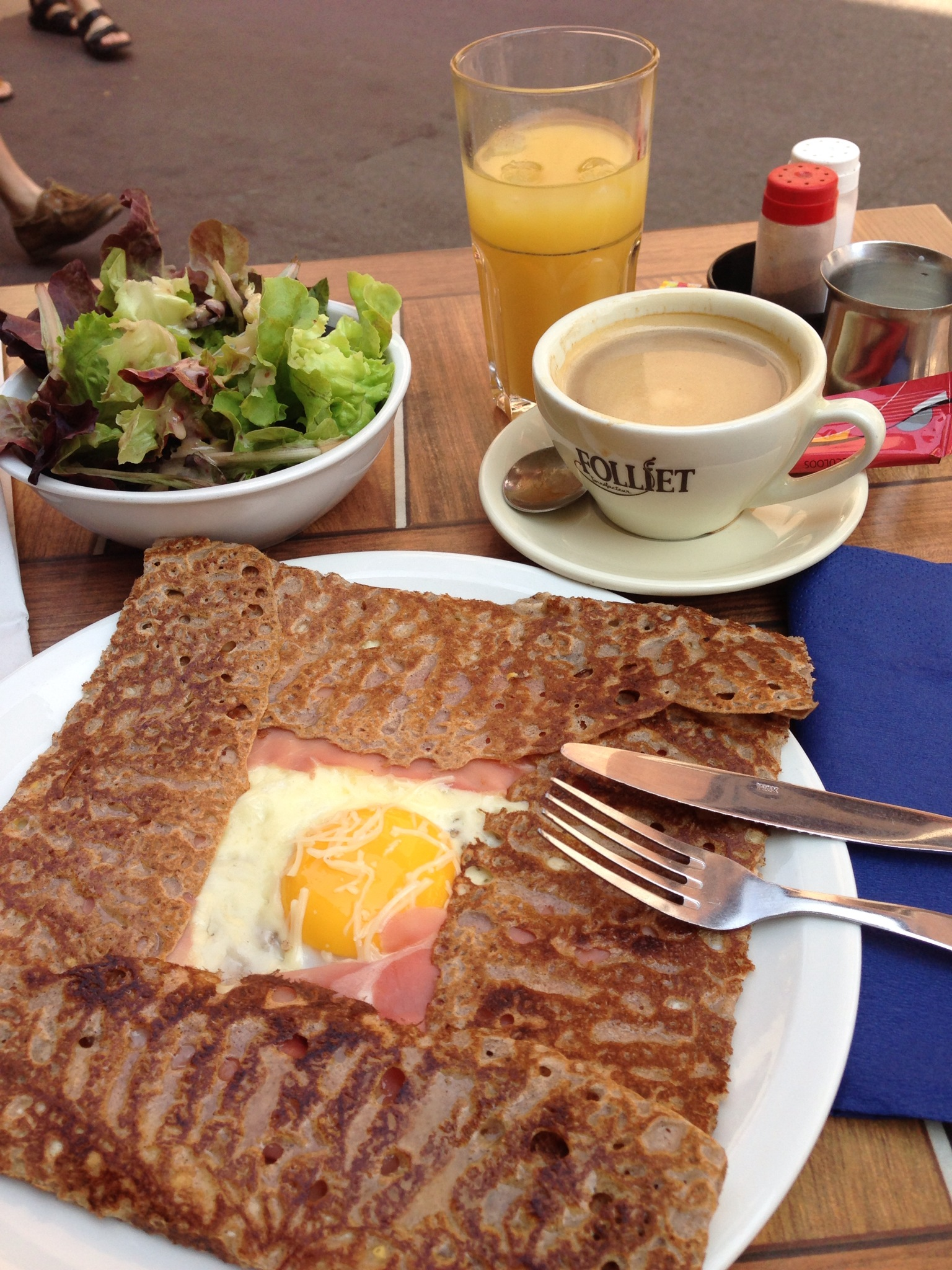
Комплексна галета подається у місті Аннесі, Франція
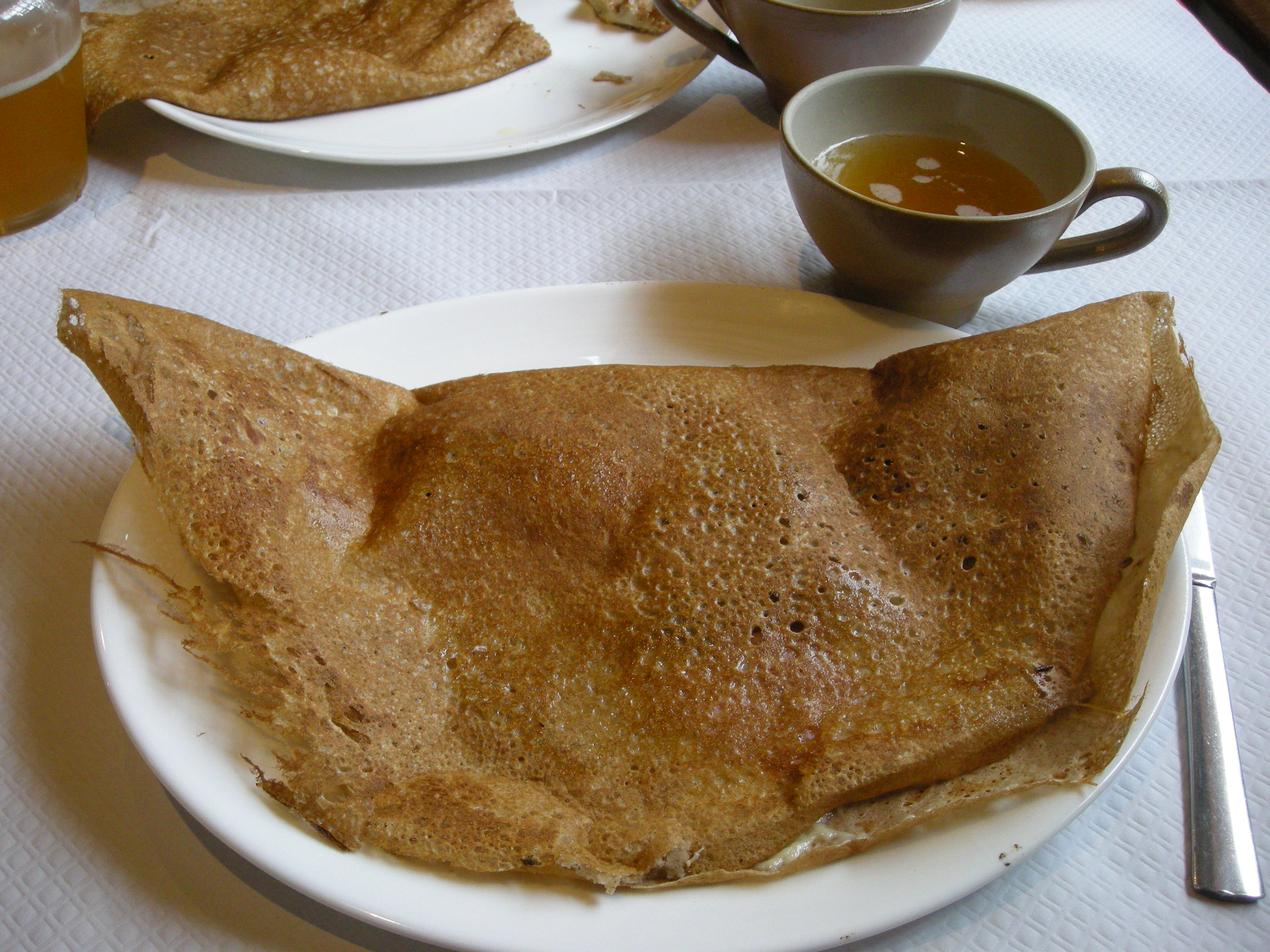
Галета та сидр у Вільєдьє-ле-Поле, Нормандія, Франція

## Креольська галета
Гвіанська галета (більш відома як креольська галета) — традиційна випічка гвіанської кухні . Це креольський варіант фр. galette des rois, який їдять як десерт під час Водохреща .
Його можна прикрасити кремом, кокосом, гуавою тощо. Його вживають протягом усього періоду карнавалу (від Водохреща до Попельної середи) і бажано супроводжувати шампанським.